# 萊蘭群島

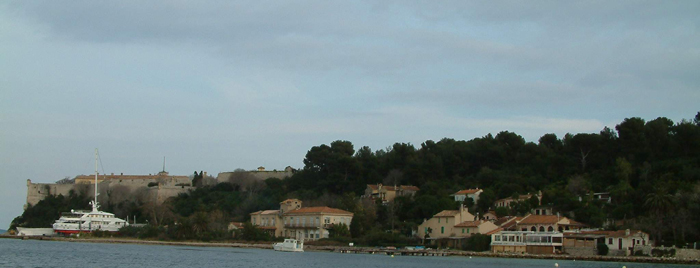
萊蘭群島中的聖瑪格麗特島

萊蘭群島（法語：Îles de Lérins）是位於法國坎城附近海域的一個群島，總共包括四個島嶼，其中以聖托諾拉島和聖瑪格麗特島的面積較大，另外兩個島嶼是無人島。在行政區劃上，萊蘭群島屬於坎城管轄。聖托諾拉島上有一座大修道院。聖瑪格麗特島則是鐵面人傳說的舞台。

## 外部連結
- 修道院網站 （页面存档备份，存于）